# Festina lente (Sarajevo)
Pour l’article homonyme, voir Festina lente.
Festina lente (Požuri polako) est une passerelle pour piétons sur la rivière Miljacka à Sarajevo, en Bosnie-Herzégovine. Elle tire son nom de l'adage latin festina lente (« hâte-toi lentement »). La passerelle traverse la rivière au niveau de l'ancienne église qui abrite aujourd'hui l'Académie des beaux-arts. Elle a été inaugurée le 22 août 2012. 

## Construction
La passerelle a été conçue dans le cadre d'un concours par trois jeunes designers de l'Académie des beaux-arts de Sarajevo, deux garçons, Adnan Alagić et Bojana Kanlić, et une fille, Amila Hrustić. Elle mesure 38 m de long et a la forme d'une sorte de ruban qui fait une boucle au milieu ; cette boucle centrale, qui est l'élément original de la réalisation, abrite deux bancs et invite les passants à ralentir le pas et à contempler la vue. Elle est, selon ses concepteurs, une porte symbolique. La nuit, les lignes du pont sont soulignées par des diodes électroluminescentes blanches.